# Fusillade visant des étudiants palestiniens à Burlington de 2023
Le 25 novembre 2023, trois étudiants de 20 ans d’origine palestinienne ont été blessés par balle à Burlington, dans le Vermont. Les étudiants, qui étaient en visite à Burlington pour les vacances de Thanksgiving, portaient des keffiehs pour montrer leur solidarité avec la Palestine au milieu de la guerre en cours à Gaza lorsqu'ils ont été touché par balles près de l'Université du Vermont. Un suspect a été arrêté le lendemain, et le chef de la police de Burlington a déclaré que la fusillade faisait l'objet d'une enquête en tant que possible crime de haine motivé par l'islamophobie.

## Attaque
Trois étudiants palestiniens de 20 ans rentraient chez l'une de leurs grand-mères après avoir passé du temps à jouer au bowling lors d'une fête d'anniversaire et se trouvaient près de l'Université du Vermont et du Centre médical de l'Université du Vermont. Ils étaient à Burlington depuis le 22 novembre et séjournaient chez l'une des grand-mères de l'étudiant. Les étudiants auraient parlé un mélange d'arabe et d'anglais et deux d'entre eux portaient des keffiehs lorsque le suspect s'est approché d'eux et a commencé à tirer sur eux, n'en touchant apparemment que deux alors qu'il se trouvait à environ 1,8 m de distance. L'un des blessés a pu appeler le 911, tandis que le troisième s'est enfui chez un voisin avant de se rendre compte qu'il avait été bléssé, tout en leur demandant d'appeler le 911,.

## Victimes
Les victimes étaient toutes des hommes et étudiants palestiniens inscrits à l'Université Brown, au Trinity College et au Haverford College. Les trois hommes ont grandi ensemble et avaient tous fréquenté la Ramallah Friends School, une école quaker allant de la maternelle à la terminale, située en Cisjordanie occupée,. Deux des étudiants étaient des citoyens américains d'origine palestinienne, et le troisième était un résident légal permanent.
Les trois étudiants ont été blessés, une balle dans la poitrine, une autre dans la colonne vertébrale et une autre dans le dos. La mère de la victime la plus grièvement blessée a déclaré que les médecins avaient dit à la famille qu'il était peu probable que son fils puisse à nouveau utiliser ses jambes. En réponse à cette nouvelle, le médecin personnel du roi Abdallah II de Jordanie a contacté la famille du garçon pour identifier ses besoins médicaux et envoyer un spécialiste. Dans une déclaration, le jeune homme a déclaré qu'il était « une victime dans un conflit beaucoup plus vaste ». Sa famille a confirmé plus tard qu'il était paralysé de la poitrine aux pieds en raison d'une balle logée dans sa colonne vertébrale.
Dans une déclaration faite après la fusillade, l'étudiant, qui est devenu handicapé à vie, a déclaré : « Si j'avais été blessé par balle en Cisjordanie, où j'ai grandi, les services médicaux qui m'ont sauvé la vie ici auraient probablement été refusés par l'armée israélienne. Le soldat qui m'a tiré dessus serait rentré chez lui et n'aurait jamais été condamné. »

## Suspect
Un homme de type caucasien de 48 ans a été arrêté et accusé de trois chefs de tentative de meurtre au deuxième degré. Les enquêtes sur d'éventuelles accusations de crime de haine se poursuivent. Lorsque les agents fédéraux ont frappé à sa porte pour l'arrêter, le suspect aurait ouvert la porte et dit aux autorités : « Je vous attendais », et aurait refusé de dire quoi que ce soit d'autre. Une perquisition ultérieure à son domicile a révélé la présence d'un pistolet ainsi que de munitions de la même marque et du même calibre que les douilles retrouvées sur les lieux de la fusillade.

## Conséquences juridiques
Le suspect a été traduit en justice par liaison vidéo le 27 novembre, a plaidé non coupable et est détenu sans caution. Il est actuellement accusé de trois chefs d'accusation de crime et, s'il est reconnu coupable, il risque potentiellement la perpétuité.

## Réactions
Le sénateur américain et ancien maire de Burlington, Bernie Sanders, a déclaré qu'il était « profondément bouleversant que trois jeunes Palestiniens aient été abattus ici à Burlington, dans le Vermont. La haine n'a pas sa place ici, ni nulle part ailleurs. J'attends avec impatience une enquête complète ». Le procureur général des États-Unis, Merrick Garland, a déclaré : « Il existe une peur compréhensible dans les communautés à travers le pays ». L'ex-président Joe Biden a condamné l’attaque. Le sénateur du Vermont, Peter Welch, a également condamné l'attaque,. L'ex vice-présidente Kamala Harris a qualifié l'attaque d'« insensée ». L'ambassadeur Husam Zomlot a déclaré : « Les crimes haineux contre les Palestiniens doivent cesser ». Le procureur de l'État du Vermont pour le comté de Chittenden l'a qualifié d'« acte haineux ».
Le Comité anti-discrimination américano-arabe a déclaré : « Nous avons des raisons de croire que la fusillade a été motivée par le fait que les trois [victimes] étaient arabes. » Un groupe de rabbins de la région de Burlington s'est exprimé au sujet de la fusillade dans une déclaration commune condamnant la fusillade et espérant que le coupable soit traduit en justice. Le groupe a également contacté le Centre islamique du Vermont pour lui transmettre un message de soutien.
Lors d'une veillée pour les étudiants à l'Université Brown le 27 novembre, les manifestants ont exigé que l'université se désinvestisse d'Israël, ce qui a conduit la présidente de l'université Christina Paxson à quitter le podium tandis que les étudiants scandaient « Honte ! Honte ! Honte ! » à son encontre. Un sit-in pacifique a eu lieu le 6 décembre à University Hall, organisé par la « Brown Divest Coalition ». 41 étudiants ont été arrêtés et accusés d'intrusion. Plus de 200 étudiants ont protesté contre les arrestations du 6 décembre.